# Amphilophus labiatus
Amphilophus labiatumi é uma espécie de peixe da família Cichlidae.
É endémica na América Central.

## Alimentação
São peixes onívoros, alimentando-se praticamente de tudo.

## Temperamento
São peixes que apresentam comportamento agressivo.

## Aquarismo
Podem atingir na fase adulta um tamanho de 30 cm, necessitando de tanques com pelo menos 200 litros. O substrato mais adequado é o cascalho, pois favorece a fêmea na ora da postura dos ovos. A água deve ser mantida com pH entre 6.2 e 7.0, dH 6 e temperatura entre 23 °C e 27 °C. A sua dieta alimentar pode ser composta por rações específicas, artemias, tubifex e vegetais. Os vegetais servem para evitar que estes peixes devorem as plantas do aquário. O Labiatum, apesar de parecer ser um peixe calmo é extremamente agressivo, portanto, os espécimes escolhidos para conviver em seu aquário deverão possuir tamanho e temperamento proporcionais. Possuem como característica principal serem muito territorialistas, limitando seu espaço e impedindo qualquer invasão no seu território. O dimorfismo sexual desta espécie é fácil de observar. Os machos têm os lábios bem protuberantes quando adultos e o raio das nadadeiras dorsais e anais são mais alongados do que nas fêmeas. A reprodução é comum em cativeiro. Quando adultos, costumam formar casais reprodutivos. As fêmeas revolvem o fundo até formar buracos que são utilizados posteriormente para o depósito dos ovos que serão fertilizados pelo macho.